# Dramane Minta
Pour les articles homonymes, voir Minta.
 (mai 2024).
La mise en forme du texte ne suit pas les recommandations de Wikipédia : il faut le « wikifier ».
Les points d'amélioration suivants sont les cas les plus fréquents. Le détail des points à revoir est peut-être précisé sur la page de discussion.
- Les titres sont pré-formatés par le logiciel. Ils ne sont ni en capitales, ni en gras.
- Le texte ne doit pas être écrit en capitales (les noms de famille non plus), ni en gras, ni en italique, ni en « petit »…
- Le gras n'est utilisé que pour surligner le titre de l'article dans l'introduction, une seule fois.
- L'italique est rarement utilisé : mots en langue étrangère, titres d'œuvres, noms de bateaux, etc.
- Les citations ne sont pas en italique mais en corps de texte normal. Elles sont entourées par des guillemets français : « et ».
- Les listes à puces sont à éviter, des paragraphes rédigés étant largement préférés. Les tableaux sont à réserver à la présentation de données structurées (résultats, etc.).
- Les appels de note de bas de page (petits chiffres en exposant, introduits par l'outil «  Source ») sont à placer entre la fin de phrase et le point final[comme ça].
- Les liens internes (vers d'autres articles de Wikipédia) sont à choisir avec parcimonie. Créez des liens vers des articles approfondissant le sujet. Les termes génériques sans rapport avec le sujet sont à éviter, ainsi que les répétitions de liens vers un même terme.
- Les liens externes sont à placer uniquement dans une section « Liens externes », à la fin de l'article. Ces liens sont à choisir avec parcimonie suivant les règles définies. Si un lien sert de source à l'article, son insertion dans le texte est à faire par les notes de bas de page.
- La présentation des références doit suivre les conventions bibliographiques. Il est recommandé d'utiliser les modèles {{Ouvrage}}, {{Chapitre}}, {{Article}}, {{Lien web}} et/ou {{Bibliographie}}. Le mode d'édition visuel peut mettre en forme automatiquement les références.
- Insérer une infobox (cadre d'informations à droite) n'est pas obligatoire pour parachever la mise en page.

Pour une aide détaillée, merci de consulter Aide:Wikification.
Si vous pensez que ces points ont été résolus, vous pouvez retirer ce bandeau et améliorer la mise en forme d'un autre article.
Dramane Minta, né le 6 août 1986 au Mali est un artiste, réalisateur et producteur de film d'animation.

## Biographie
Dramane Minta est un artiste, réalisateur et producteur de films d'animation, né dans un quartier urbain et chaleureux de Bamako, Badalabougou.
Minta est un professionnel diplômé en animation 3D (programme de formation ACP 3D, Afrique Caraïbe et Pacifique, financé par l’Union européenne et géré en Afrique, au Sénégal à l’école IAM)
Afin d'apporter sa touche dans l'industrie de l'animation africaine, en 2019, Dramane Minta décide de créer Simple STUDIO, un studio de production d'images animées.
Dramane est également membre, commissaire au compte de l'Association malienne de film d'animation (TAAMA).

### Cinéma d'animation
Fasciné par le dessin animé, Dramane Minta commence très tôt sa carrière en reproduisant ses dessins animés préférés et en écrivant des petites histoires de super-héros.
En 2012, Minta réalise son premier film d’animation autodidacte, Les Frappeurs.
C’est en 2015, à la fin de sa formation en animation 3D qu’il conçoit sa première animation pro Touche pas qui sera sélectionnée dans les festivals.
Dramane Minta poursuit sa carrière en réalisant de nombreux films et séries de Comptines d’Afrique, notamment Coco laye laye, Véyénilé Véhiéni, Nkossi le lion, Mbuji tsha…

## Filmographie

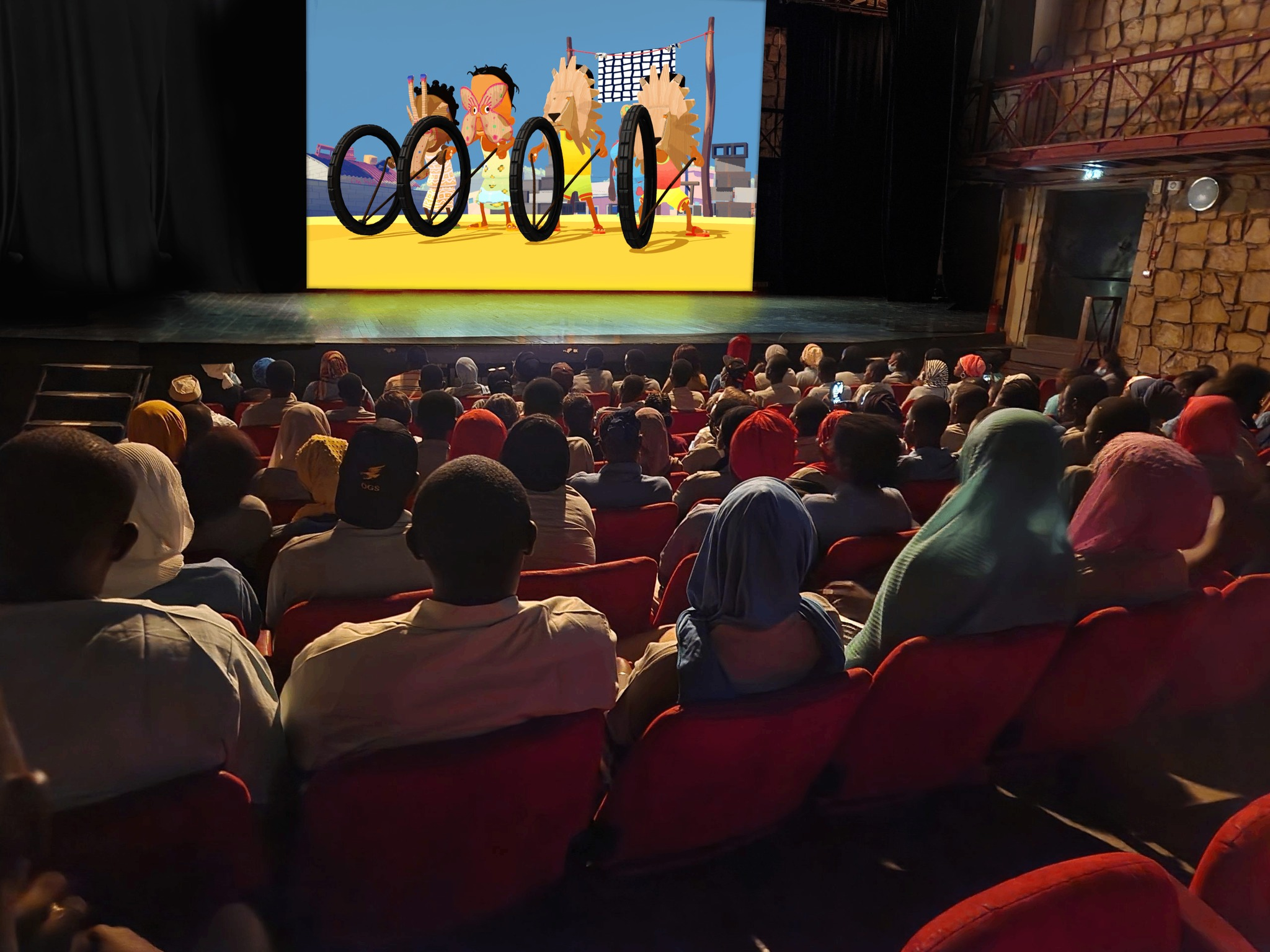
Institut Français du Mali - Entre Paya et Koulou

- 2021-23: Entre Paya et Koulou[6], série animée de 10 épisodes
- 2023: Comptine Africaine: Ndongo[7], Koukoulou[8] Ayo Nene [9]
- 2022: Crie du désert, Superviseur en animation
- 2021: Générique du FESPACO[10]
- 2021: Rama et Aicha[11], série de 3 épisodes de 2 minute
- 2020: Samba, 2 min
- 2020: Oh My Mind, série animée de 10 épisodes.
- 2019: Coco laye laye, Véyénilé Véhiéni, Nkossi le lion, Mbuji tsha (gamme de Comptine d’Afrique)

## Prix et nominations

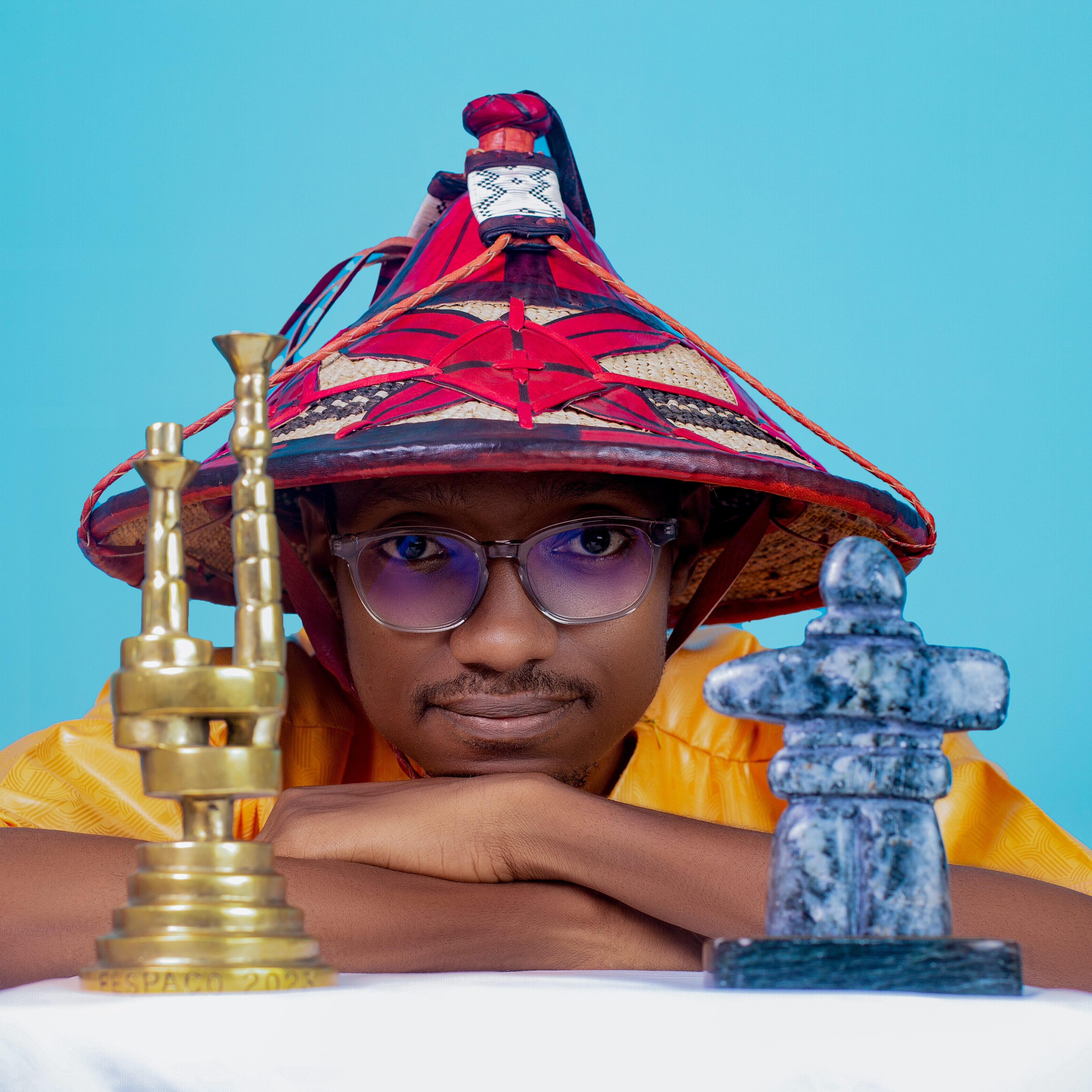
Les Prix FESPACO et Vue d'Afrique

- 1er Prix au FESPACO 2023, catégorie série animée[12]
- Prix du Jury à Vue d’Afrique Canada 2023, catégorie animation[13].
- Prix du public à Vue d’Afrique Canada 2021, catégorie animation.
- Invité d'honneur Bilili BD Festival 2023, Congo Brazzaville.
- Invité d'honneur FESPACO 2021.
- Membre du jury FFAA, Festival de Film d’Animation d’Abidjan, 2020, 2021 et 2022.
- Commissaire au compte de l'Association Malienne de Film d'Animation, en cours.
- 3ème meilleur projet RAFA, FESPACO 2019.
- Sélection officielle au FFAA 2018 avec le film “Touche pas”
- Sélection officielle au FFAA 2018 avec les comptines: Coco laye laye, Véyénilé Véhiéni, Nkossi le lion, Mbuji tsha.